# Пелікан
Пеліка́н (Pelecanus) — рід водних птахів, єдиний у родині пеліканових (Pelecanidae). Містить 8 сучасних видів. Пелікани — найбільші представники ряду пеліканоподібних (Pelecaniformes).

## Етимологія

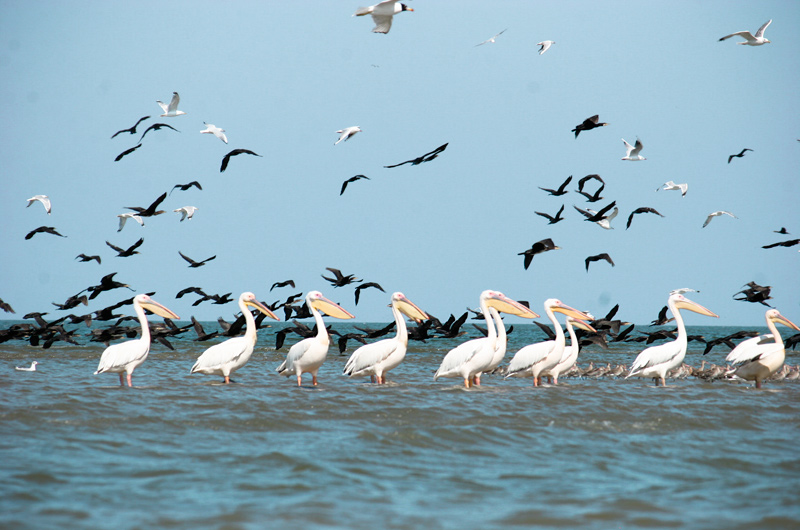
Рожеві пелікани в українській дельті Дунаю

Назва Pelecanus вперше офіційно використана у 1758 році Карлом Ліннеєм в 10-му виданні книги «Systema Naturae». Під цією назвою систематик об'єднав пеліканових, фрегатових, сулових та бакланових. Назва походить від давньогрецького слова «пелекіс» (грец. πέλεκυς), що означає «сокира», маючи на увазі форму дзьоба птаха.
До початку XX століття в Україні вживалися традиційні назви птаха — баба-птиця, неясить.

## Таксономія

### Види

#### Сучасні види
- Пелікан австралійський (Pelecanus conspicillatus).
- Пелікан кучерявий (Pelecanus crispus)
- Пелікан рогодзьобий (Pelecanus erythrorhynchos).
- Пелікан бурий (Pelecanus occidentalis).
- Пелікан рожевий (Pelecanus onocrotalus).
- Пелікан сірий (Pelecanus philippensis).
- Пелікан африканський (Pelecanus rufescens).
- Пелікан перуанський (Pelecanus thagus).

#### Вимерлі види
- Пелікан новозеландський

### Філогенія
Згідно з молекулярними дослідженнями, найближчими сучасними родичами пеліканів є молотоголов та китоголов.
Кладограма, що зображує родинні зв'язки пеліканів з іншими родинами птахів за Hackett et al. (2008).:
|  | Чаплеві (Ardeidae)          |
|  |                             |
|  | Ібісові (Threskiornithidae) |
|  |                             |

|  | \| \| Молотоголов (Scopus umbretta) \| \| \| \| \| \| Китоголов (Balaeniceps rex) \| \| \| \| |
|  |                                                                                               |
|  | Пелікани (Pelecanus)                                                                          |
|  |                                                                                               |
|  | Молотоголов (Scopus umbretta)                                                                 |
|  |                                                                                               |
|  | Китоголов (Balaeniceps rex)                                                                   |
|  |                                                                                               |

|  | Молотоголов (Scopus umbretta) |
|  |                               |
|  | Китоголов (Balaeniceps rex)   |
|  |                               |

|  | Чаплеві (Ardeidae)          |
|  |                             |
|  | Ібісові (Threskiornithidae) |
|  |                             |

|  | \| \| Молотоголов (Scopus umbretta) \| \| \| \| \| \| Китоголов (Balaeniceps rex) \| \| \| \| |
|  |                                                                                               |
|  | Пелікани (Pelecanus)                                                                          |
|  |                                                                                               |
|  | Молотоголов (Scopus umbretta)                                                                 |
|  |                                                                                               |
|  | Китоголов (Balaeniceps rex)                                                                   |
|  |                                                                                               |

|  | Молотоголов (Scopus umbretta) |
|  |                               |
|  | Китоголов (Balaeniceps rex)   |
|  |                               |

|  | Чаплеві (Ardeidae)          |
|  |                             |
|  | Ібісові (Threskiornithidae) |
|  |                             |

|  | \| \| Молотоголов (Scopus umbretta) \| \| \| \| \| \| Китоголов (Balaeniceps rex) \| \| \| \| |
|  |                                                                                               |
|  | Пелікани (Pelecanus)                                                                          |
|  |                                                                                               |
|  | Молотоголов (Scopus umbretta)                                                                 |
|  |                                                                                               |
|  | Китоголов (Balaeniceps rex)                                                                   |
|  |                                                                                               |

|  | Молотоголов (Scopus umbretta) |
|  |                               |
|  | Китоголов (Balaeniceps rex)   |
|  |                               |

|  | Чаплеві (Ardeidae)          |
|  |                             |
|  | Ібісові (Threskiornithidae) |
|  |                             |

|  | \| \| Молотоголов (Scopus umbretta) \| \| \| \| \| \| Китоголов (Balaeniceps rex) \| \| \| \| |
|  |                                                                                               |
|  | Пелікани (Pelecanus)                                                                          |
|  |                                                                                               |
|  | Молотоголов (Scopus umbretta)                                                                 |
|  |                                                                                               |
|  | Китоголов (Balaeniceps rex)                                                                   |
|  |                                                                                               |

|  | Молотоголов (Scopus umbretta) |
|  |                               |
|  | Китоголов (Balaeniceps rex)   |
|  |                               |

Еволюційні відносини між сучасними видами за Kennedy et al. (2013):

|  | \| \| P. crispus \| \| \| \| \| \| P. philippensis \| \| \| \| |
|  |                                                                |
|  | P. rufescens                                                   |
|  |                                                                |
|  | P. crispus                                                     |
|  |                                                                |
|  | P. philippensis                                                |
|  |                                                                |

|  | P. crispus      |
|  |                 |
|  | P. philippensis |
|  |                 |

|  | \| \| P. crispus \| \| \| \| \| \| P. philippensis \| \| \| \| |
|  |                                                                |
|  | P. rufescens                                                   |
|  |                                                                |
|  | P. crispus                                                     |
|  |                                                                |
|  | P. philippensis                                                |
|  |                                                                |

|  | P. crispus      |
|  |                 |
|  | P. philippensis |
|  |                 |

|  | \| \| P. crispus \| \| \| \| \| \| P. philippensis \| \| \| \| |
|  |                                                                |
|  | P. rufescens                                                   |
|  |                                                                |
|  | P. crispus                                                     |
|  |                                                                |
|  | P. philippensis                                                |
|  |                                                                |

|  | P. crispus      |
|  |                 |
|  | P. philippensis |
|  |                 |

|  | \| \| P. crispus \| \| \| \| \| \| P. philippensis \| \| \| \| |
|  |                                                                |
|  | P. rufescens                                                   |
|  |                                                                |
|  | P. crispus                                                     |
|  |                                                                |
|  | P. philippensis                                                |
|  |                                                                |

|  | P. crispus      |
|  |                 |
|  | P. philippensis |
|  |                 |

|  | \| \| P. occidentalis \| \| \| \| \| \| P. thagus \| \| \| \| |
|  |                                                               |
|  | P. erythrorhynchos                                            |
|  |                                                               |
|  | P. occidentalis                                               |
|  |                                                               |
|  | P. thagus                                                     |
|  |                                                               |

|  | P. occidentalis |
|  |                 |
|  | P. thagus       |
|  |                 |

|  | \| \| P. crispus \| \| \| \| \| \| P. philippensis \| \| \| \| |
|  |                                                                |
|  | P. rufescens                                                   |
|  |                                                                |
|  | P. crispus                                                     |
|  |                                                                |
|  | P. philippensis                                                |
|  |                                                                |

|  | P. crispus      |
|  |                 |
|  | P. philippensis |
|  |                 |

|  | \| \| P. crispus \| \| \| \| \| \| P. philippensis \| \| \| \| |
|  |                                                                |
|  | P. rufescens                                                   |
|  |                                                                |
|  | P. crispus                                                     |
|  |                                                                |
|  | P. philippensis                                                |
|  |                                                                |

|  | P. crispus      |
|  |                 |
|  | P. philippensis |
|  |                 |

|  | \| \| P. crispus \| \| \| \| \| \| P. philippensis \| \| \| \| |
|  |                                                                |
|  | P. rufescens                                                   |
|  |                                                                |
|  | P. crispus                                                     |
|  |                                                                |
|  | P. philippensis                                                |
|  |                                                                |

|  | P. crispus      |
|  |                 |
|  | P. philippensis |
|  |                 |

|  | \| \| P. crispus \| \| \| \| \| \| P. philippensis \| \| \| \| |
|  |                                                                |
|  | P. rufescens                                                   |
|  |                                                                |
|  | P. crispus                                                     |
|  |                                                                |
|  | P. philippensis                                                |
|  |                                                                |

|  | P. crispus      |
|  |                 |
|  | P. philippensis |
|  |                 |

|  | \| \| P. occidentalis \| \| \| \| \| \| P. thagus \| \| \| \| |
|  |                                                               |
|  | P. erythrorhynchos                                            |
|  |                                                               |
|  | P. occidentalis                                               |
|  |                                                               |
|  | P. thagus                                                     |
|  |                                                               |

|  | P. occidentalis |
|  |                 |
|  | P. thagus       |
|  |                 |

### Палеонтологія
Найдавніші викопні рештки пеліканів знайдені в ранньоолігоценових відкладеннях Франції (вік — 30 млн років). Вже в цей час у них форма та будова дзьоба не відрізнялася від дзьоба сучасних пеліканів. Ймовірно, що родина виникла в еоцен, близько 40 млн років тому. З ранньоміоценових відкладень Франції описаний пелікан Miopelecanus gracilis, проте, найімовірніше, вид потрібно віднести до роду Pelecanus. З пізньоеоценових відкладень описано Protopelicanus, який спершу віднесли до пеліканових, але зараз його таксономічний статус невизначений (incertae sedis). Птах може належати до якоїсь іншої родини пеліканоподібних, або до сулоподібних, або до костезубих. Міоценовий пелікан Liptornis з Патагонії має статус nomen dubium (сумнівної достовірності), оскільки його опис ґрунтувався на фрагментах, що не забезпечують достатньо аргументів для ідентифікації птаха.
- Pelecanus cadimurka, Rich & van Tets, 1981 (пізній пліоцен, Південна Австралія)[6]
- Pelecanus cautleyi, Davies, 1880 (ранній пліоцен, Індія)
- Pelecanus fraasi, Lydekker, 1891 (середній міоцен, Німеччина)
- Pelecanus gracilis, Milne-Edwards, 1863 (ранній міоцен, Франція) (синонім Miopelecanus)
- Pelecanus halieus, Wetmore, 1933 (пізній пліоцен, США)[7]
- Pelecanus intermedius, Fraas, 1870 (середній міоцен, Німеччина) (Miopelecanus by Cheneval in 1984)
- Pelecanus odessanus, Widhalm, 1886 (пізній міоцен, Одеса, Україна)[8]
- Pelecanus schreiberi, Olson, 1999 (ранній пліоцен, США)
- Pelecanus sivalensis, Davies, 1880 (ранній пліоцен, Індія)
- Pelecanus tirarensis, Miller, 1966 (пізній олігоцен — середній міоцен, Південна Австралія)[9]

## Поширення

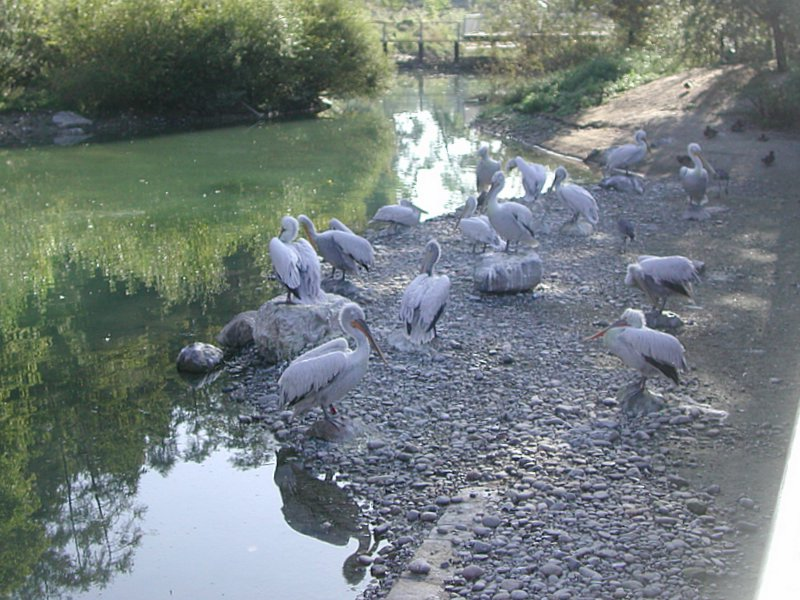
Кучеряві пелікани у Природному парку Дальхьо-льцлі (Tierpark Dählhölzli), Берн, Швейцарія, 2006

Пелікани розповсюджені по всіх континентах, окрім Антарктиди, переважно в тропічних та субтропічних широтах.

На території України зустрічаються два види пеліканів: рожевий (Pelecanus onocrotalus) та кучерявий (Pelecanus crispus). Поодинокі зустрічі цих птахів відбуваються майже на всьому українському узбережжі Чорного та Азовського морів, постійні ж популяції існують в українській частині дельти Дунаю.

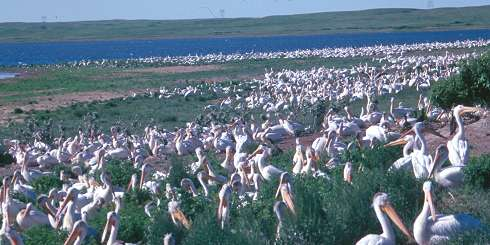
Колонія американських білих пеліканів

Кучерявий пелікан чисельністю у декілька пар гніздиться в плавнях на південному та східному узбережжі озера Кугурлуй, а харчується по всій території дельти.
Рожевий пелікан донедавна гніздився тільки в румунській частині дельти, а в українську прилітав харчуватись. Але, починаючи з 2001 року, співробітники Дунайського біосферного заповідника кілька разів виявляли гнізда рожевого пелікана на території цього заповідника, тобто в українській частині дельти Дунаю.
Пелікани добре представлені у багатьох зоопарках світу, в тому числі й Київському.

## Опис

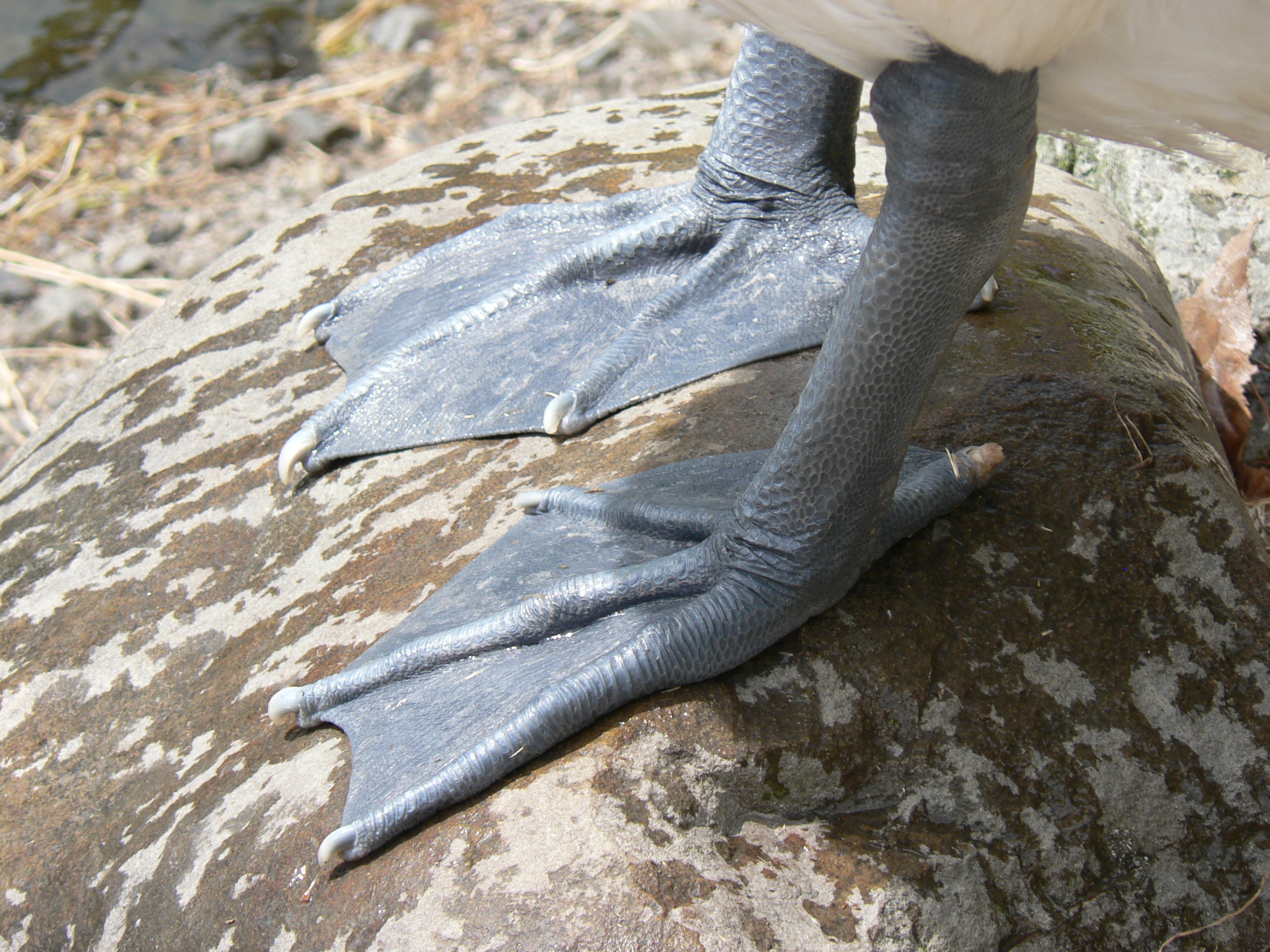
Лапи австралійського пелікана

Маса дорослого пелікана сягає 7—14 кг, розмах крил — 127—320 сантиметрів, залежно від виду. В них дещо незграбний масивний тулуб, короткі ноги, довга шия та довгий дзьоб, який за довжиною в 4—5 разів переважає голову.
Самці пеліканів дещо більші за самиць, і мають довший дзьоб.

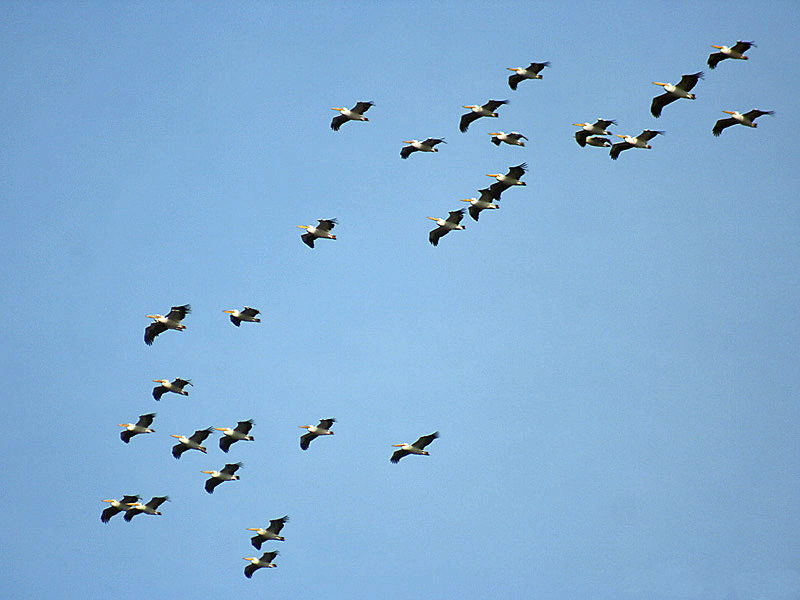
Зграя рожевих пеліканів у повітрі

Всі чотири пальці на ногах у пеліканів поєднані гребною перетинкою, що є характеристичною ознакою всього ряду веслоногих.

На нижній частині дзьоба в пеліканів є характерний шкіряний міхур, що може сильно розтягуватись. За допомогою цього міхура пелікани полюють на здобич (риба, амфібії, для деяких видів — дрібні ракоподібні та навіть комахи), переносять матеріали для будівництва гнізд, а також використовують його для терморегуляції (з огляду на те, що в них, як у всіх інших птахів, немає потових залоз).

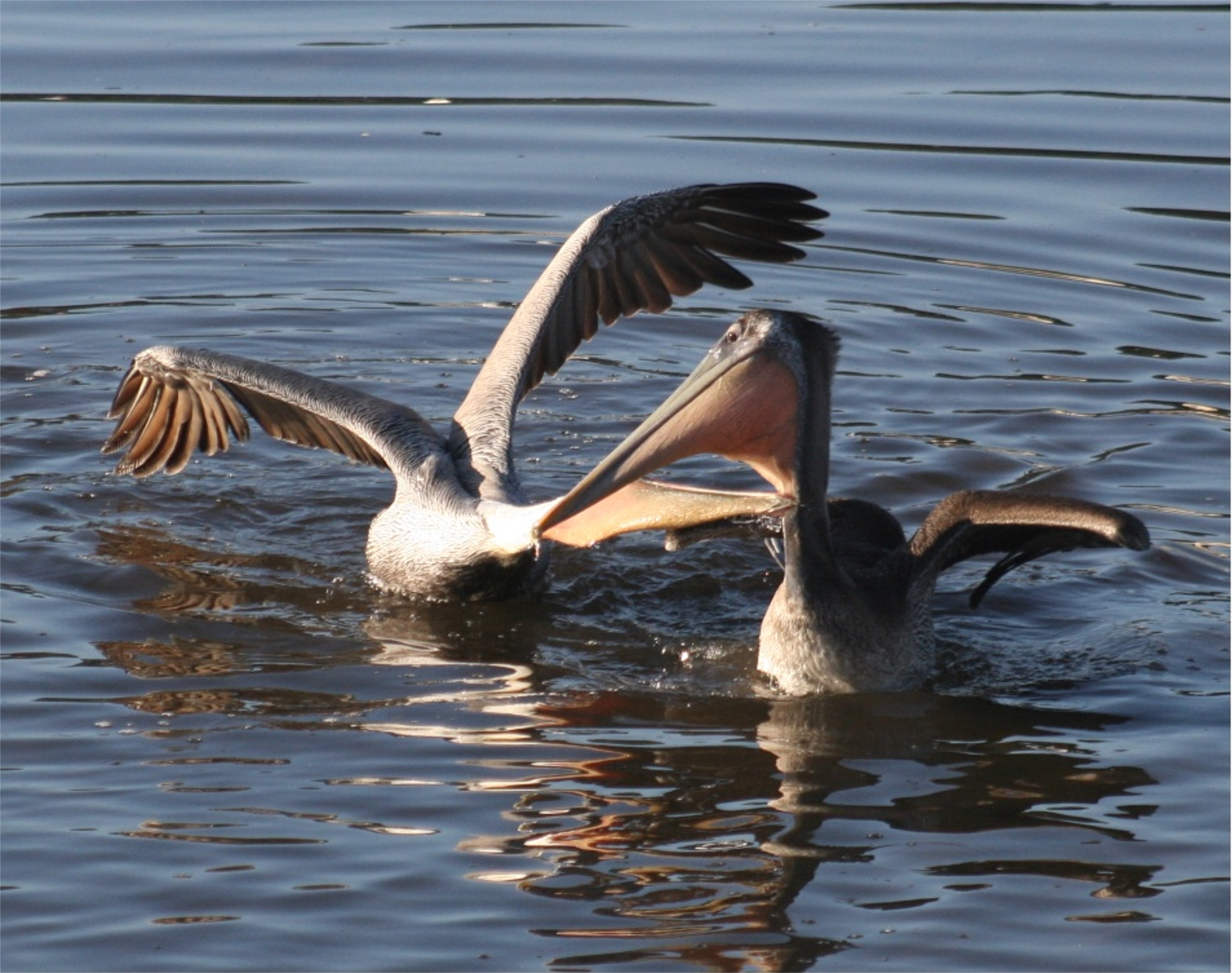
Бурі пелікани, що полюють на рибу

Пір'я в пеліканів не дуже щільно прилягає до тіла, що, разом з повітряними порожнинами в кістках, зменшує питому вагу птаха та полегшує утримання на воді. Але ці пристосування унеможливлюють пірнання пеліканів з поверхні води. Тим не менше, деякі види пеліканів (бурий пелікан, перуанський пелікан, за деякими свідоцтвами — також іноді й австралійський пелікан) пірнають при полюванні, пікіруючи в воду з повітря з висоти від чотирьох до п'ятнадцяти метрів. Інший, більш розповсюджений спосіб полювання пеліканів, є колективним: вони виганяють зграї риби на мілину, шикуючись в лінію або дугу, а потім на мілководді вичерпують рибу, застосовуючи піддзьобні міхури. Також часто в цьому виді полювання можуть брати участь баклани, що часто мешкають поряд з колоніями пеліканів (або навіть формують з ними спільні колонії). В такому випадку баклани пікірують згори на оточену пеліканами рибу, одночасно ловлячи її для себе та підганяючи до пеліканів.

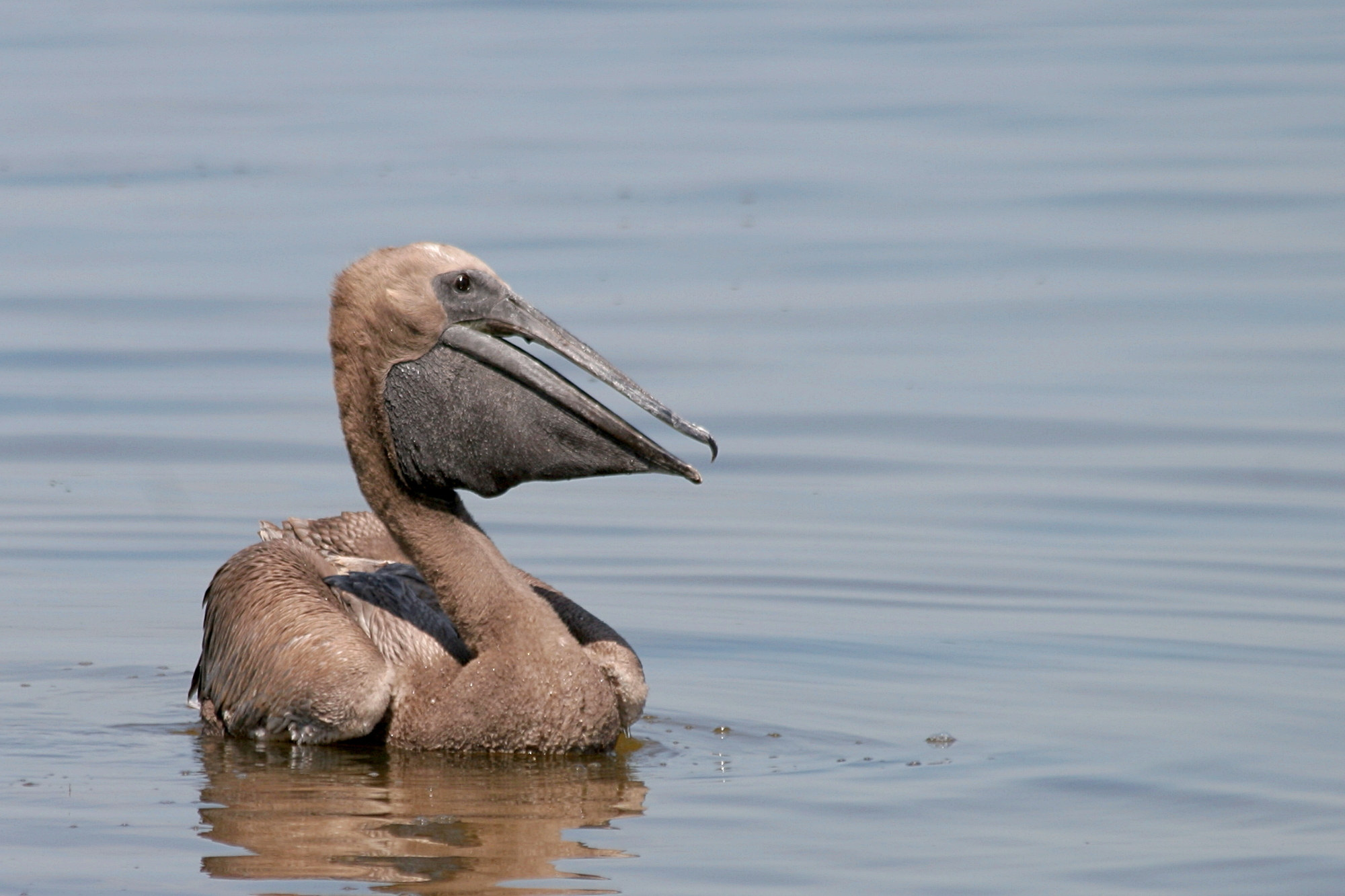
Пташеня пелікана

По землі пелікани пересуваються вільно, тримаючи тулуб більш-менш горизонтально, в польоті часто вдаються до паріння.
Гніздяться пелікани колоніально, в кладці 1—4 яєць, насиджування яких продовжується 30—42 дні. Пташенята вилуплюються сліпими та голими, пухом вони вкриваються через 8-10 днів, а здатними до польоту стають на 70—75-й день життя.

## У культурі

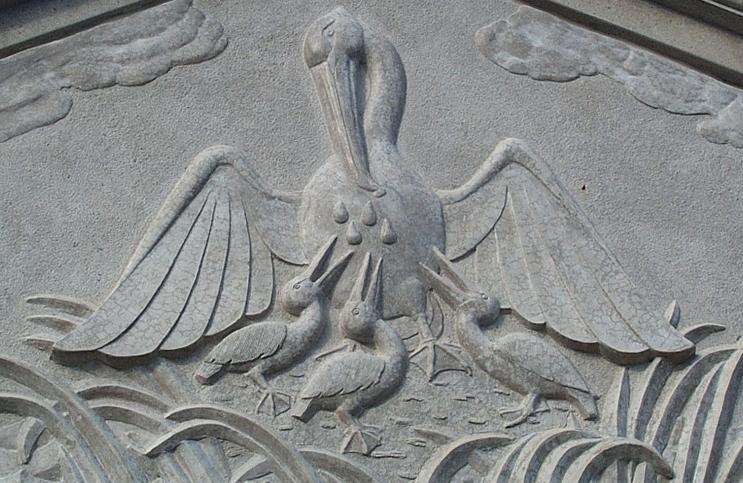
Середньовічний барельєф пелікана, що годує пташенят власною кров'ю

В європейській міфології пелікан вважається символом жертовності — як птах, що живить своє потомство власною кров'ю у випадку відсутності їжі. Припускають, що таке повір'я з'явилось внаслідок рожево-червоного кольору пір'я на грудях у рожевого пелікана (Pelecanus onocrotalis) — одного з видів, що зустрічаються в Європі. Завдяки цьому повір'ю пелікан став символом спілки педагогів, а також використовувався в середньовічній геральдиці як символ відданості та жертовності.
Арабською міфологією пелікан поважався через те що, як вважається, допомагав будувати головний мусульманський храм Кааба у місті Мекка, приносячи в мішку під дзьобом каміння та, особливо, воду для приготування скріплюючого розчину.

## Галерея

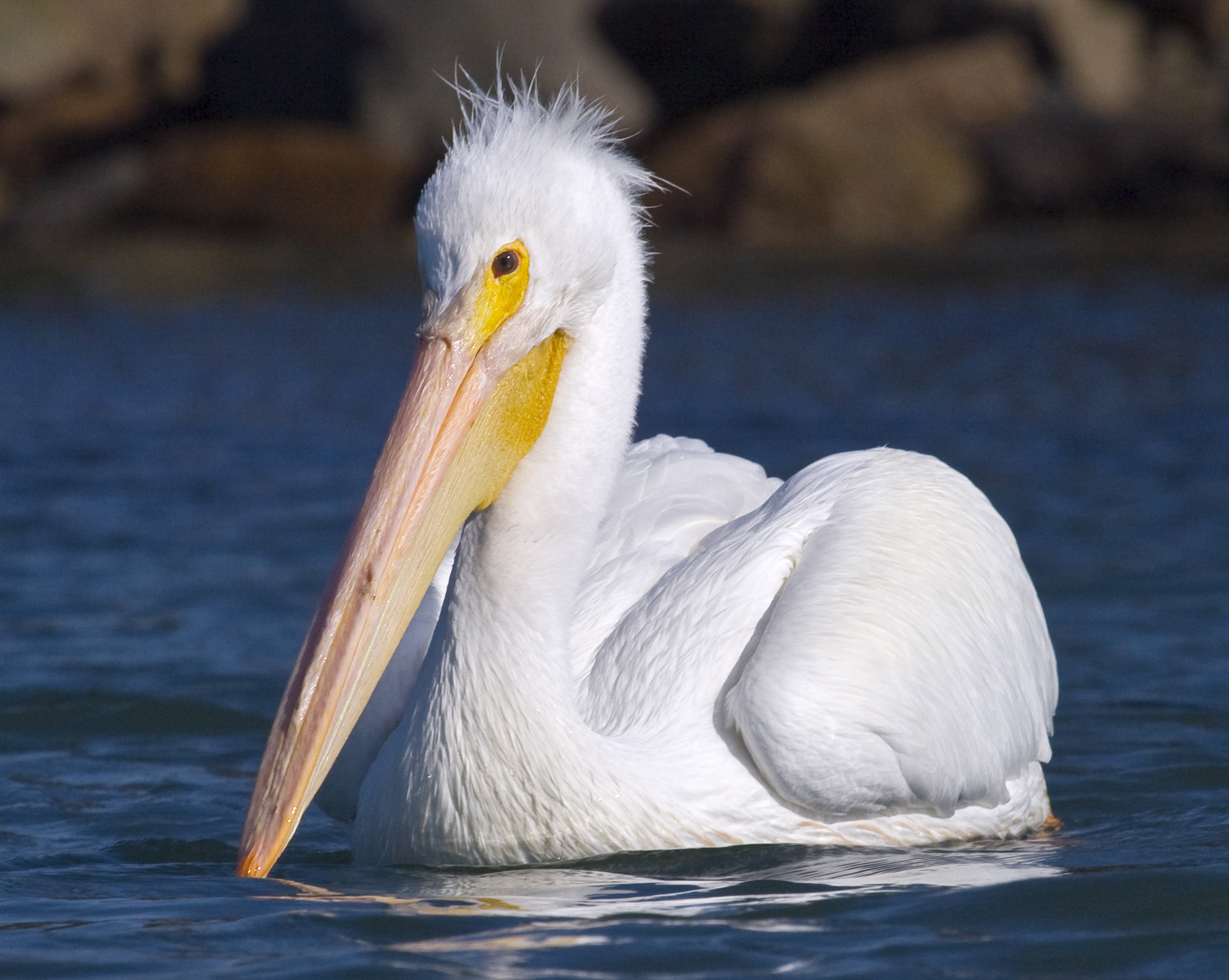
Американський білий пелікан
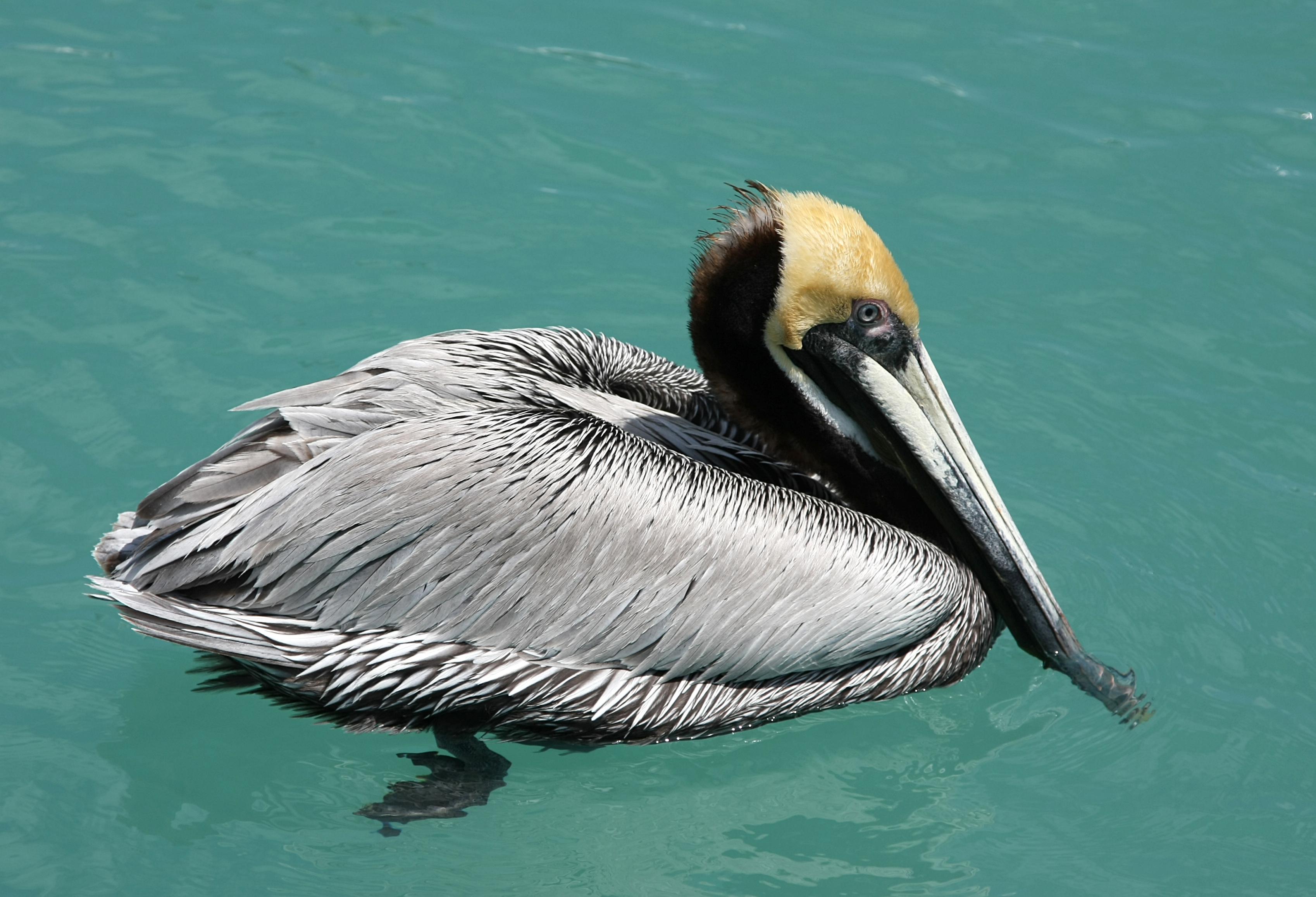
Пелікан бурий
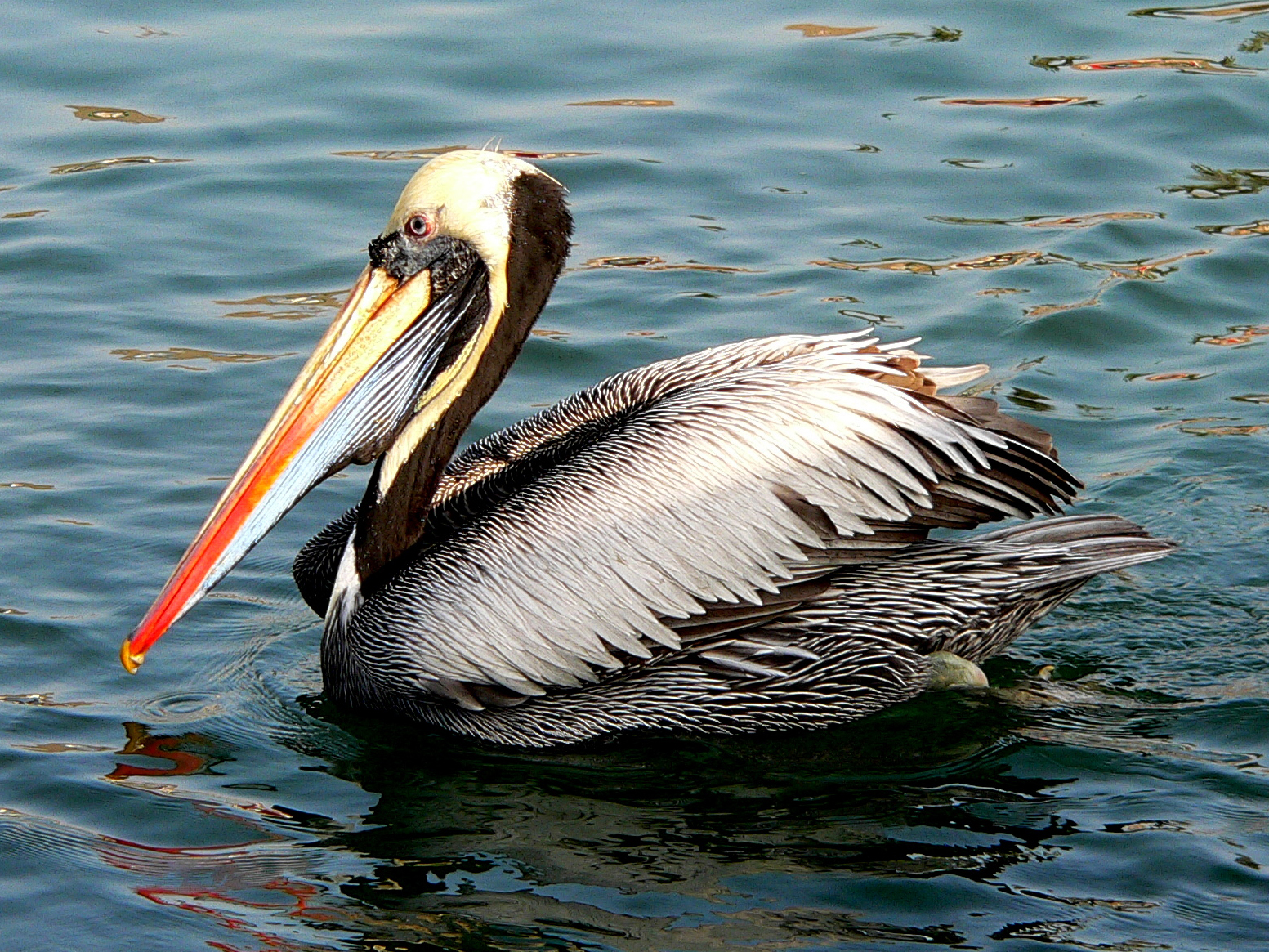
Пелікан перуанський
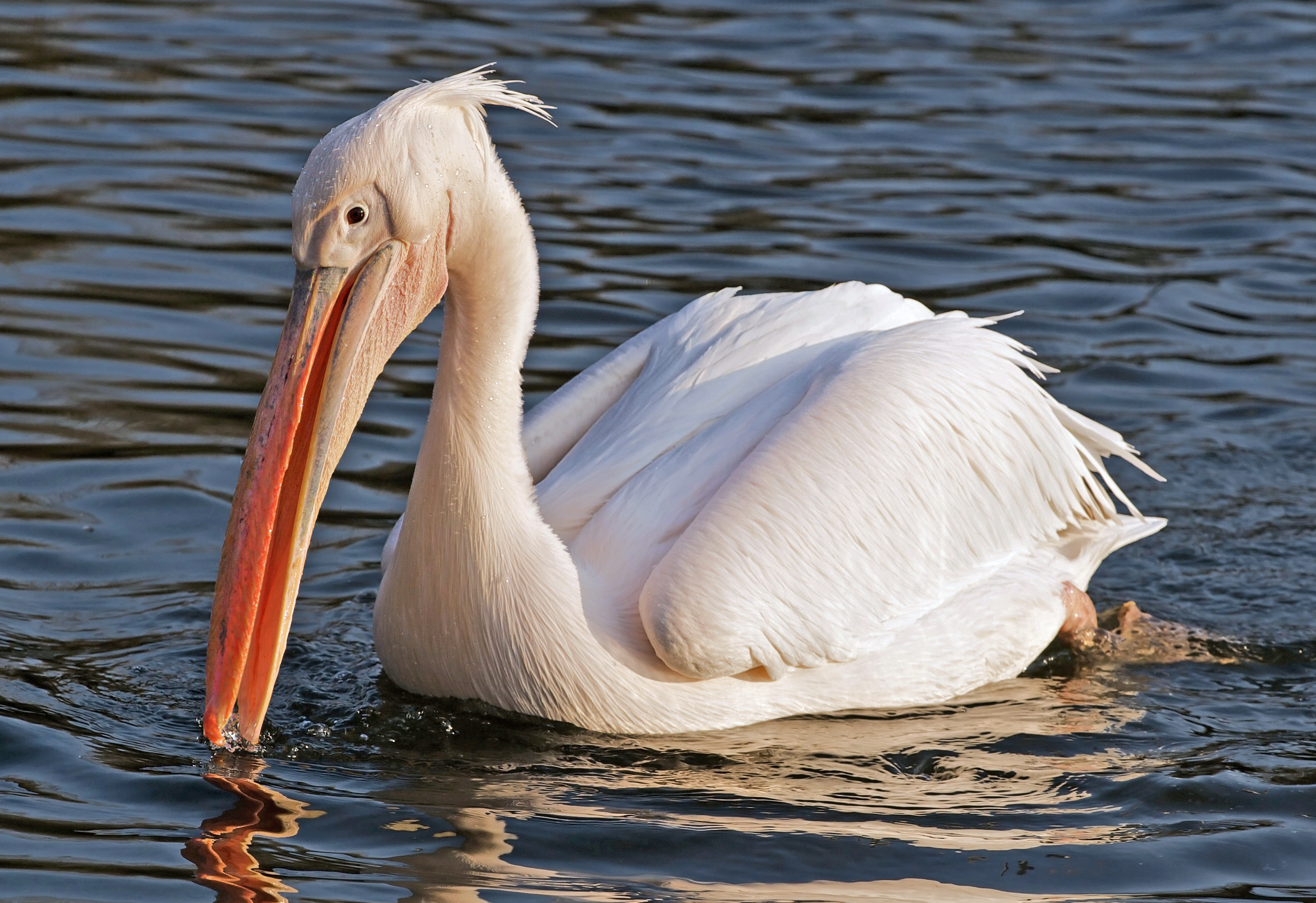
Пелікан рожевий
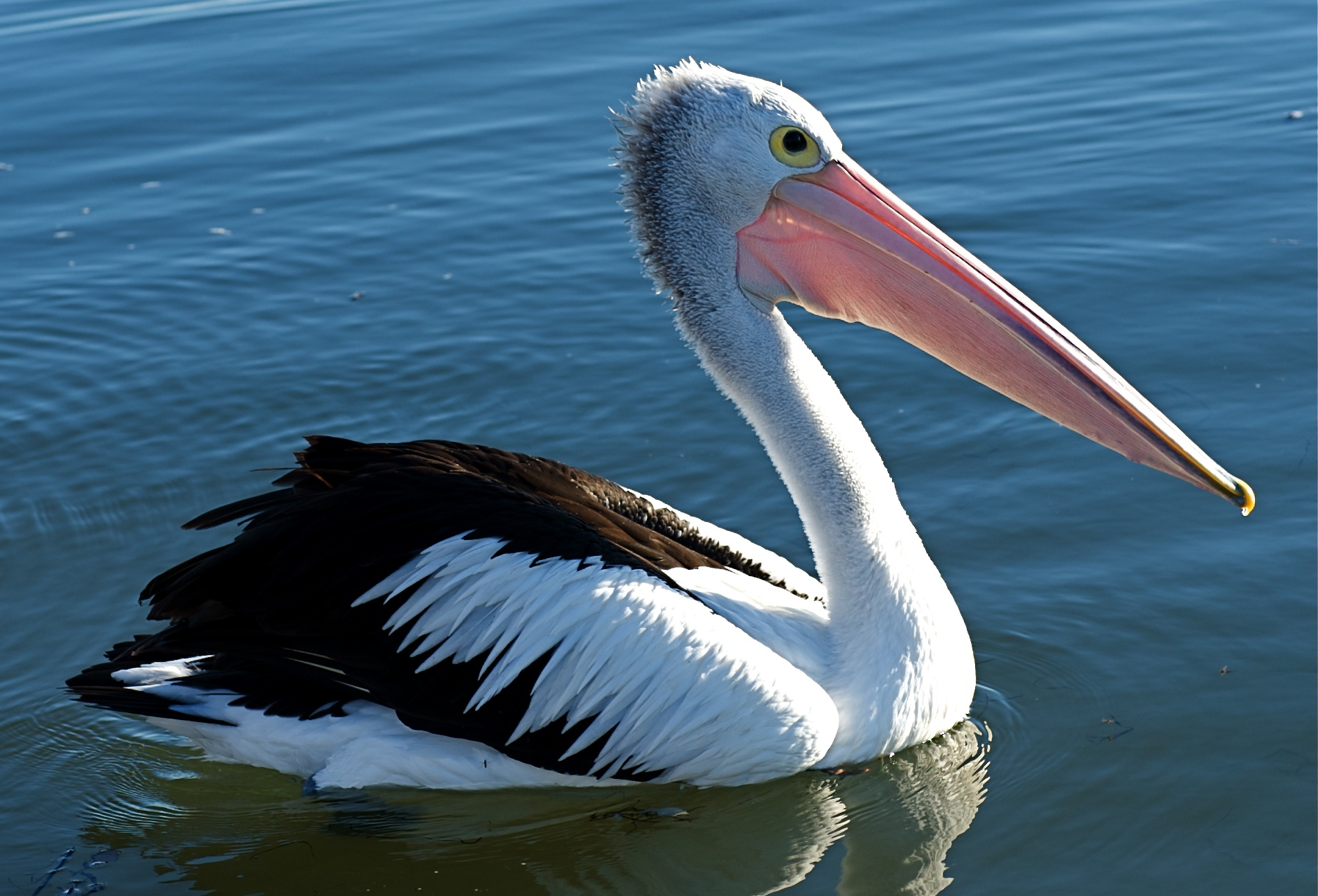
Пелікан австралійський
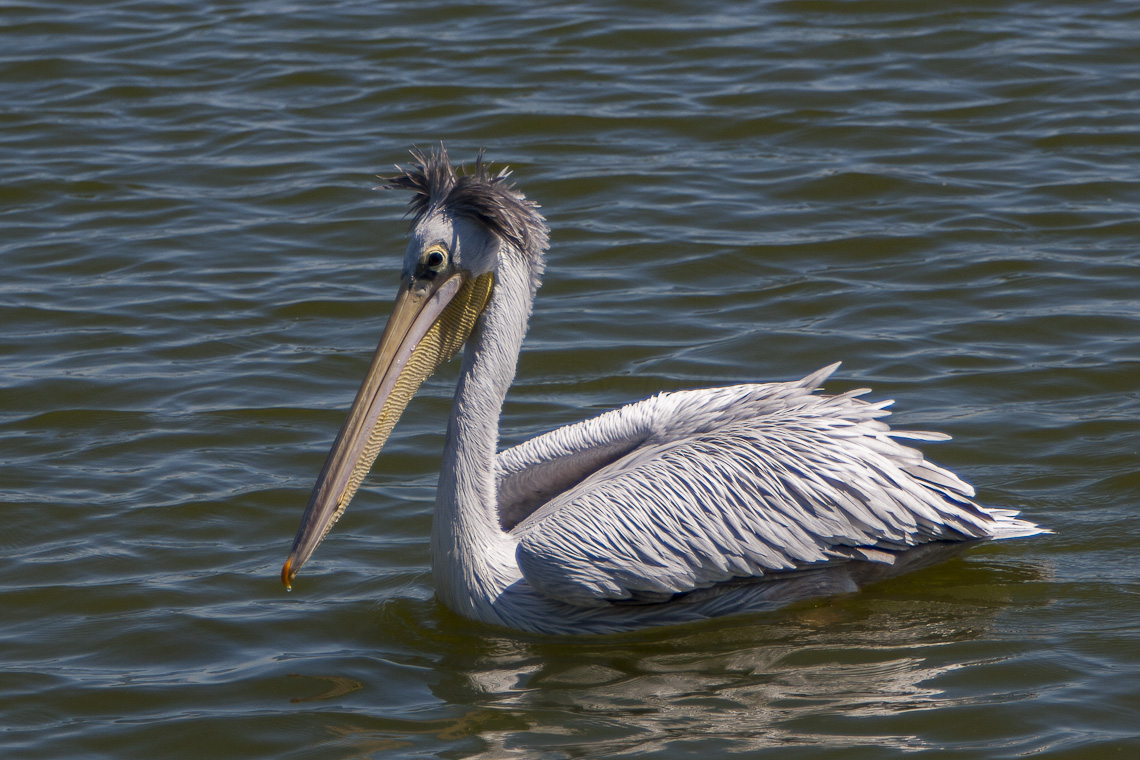
Пелікан рожевоспинний
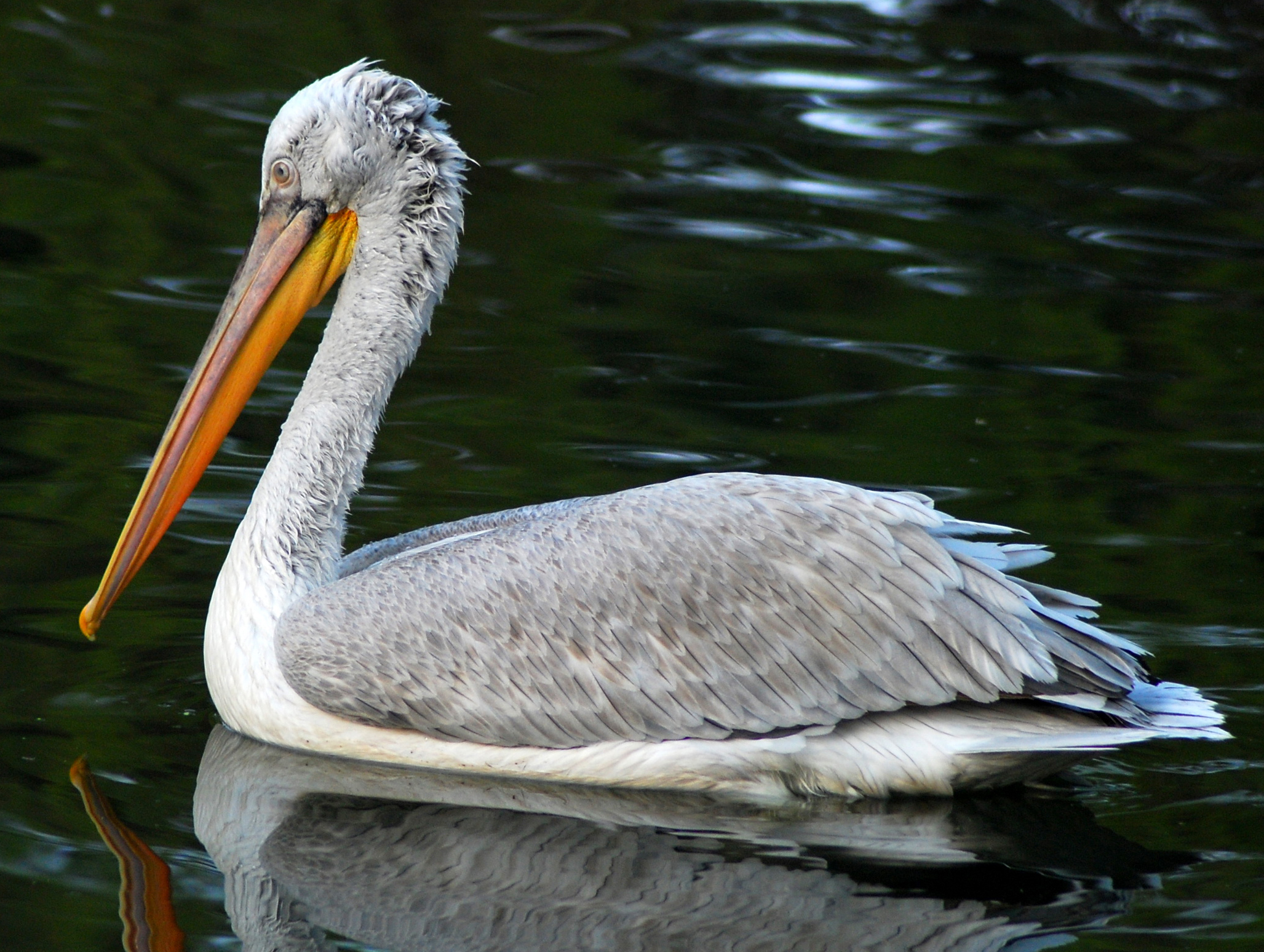
Пелікан кучерявий
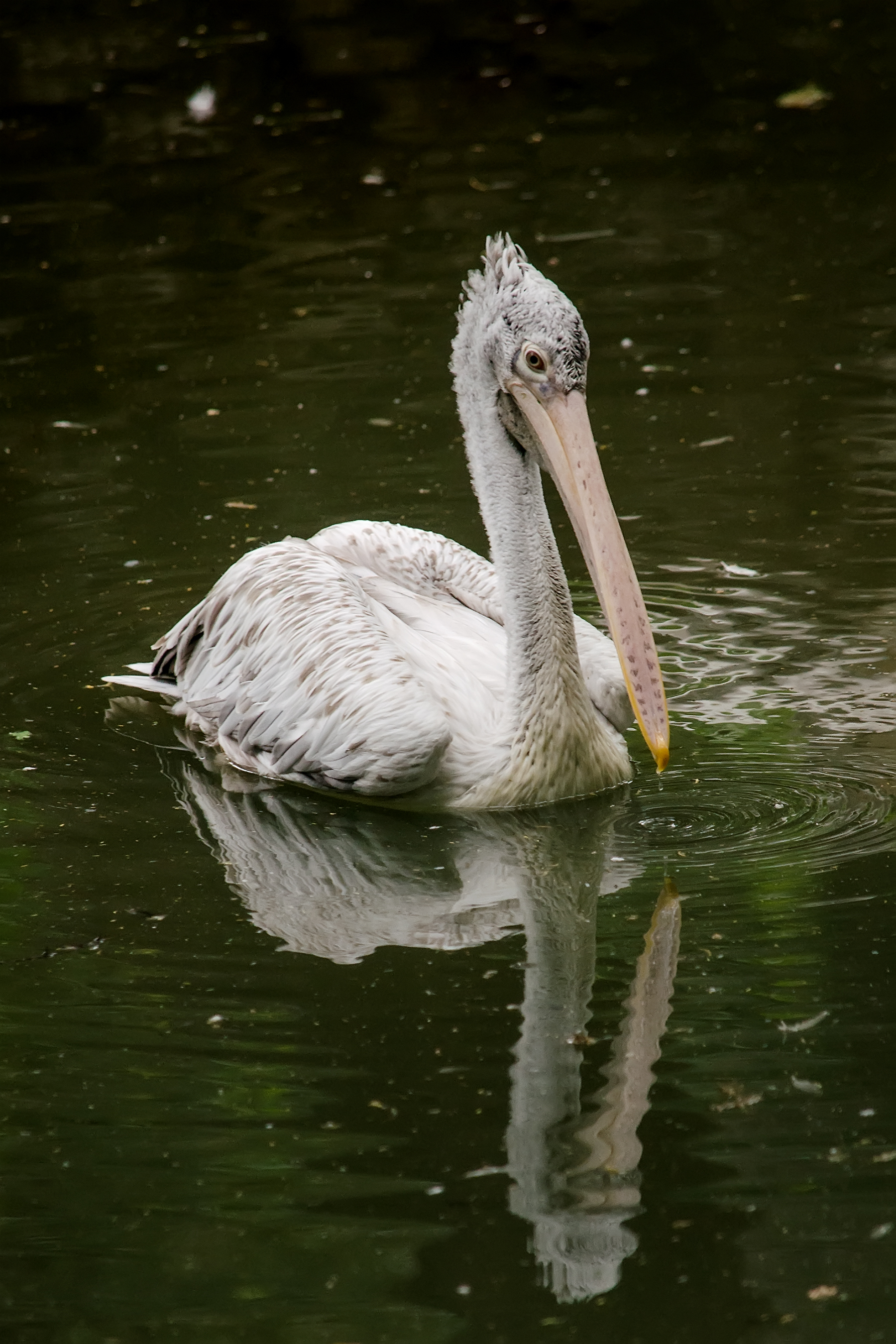
Пелікан сірий
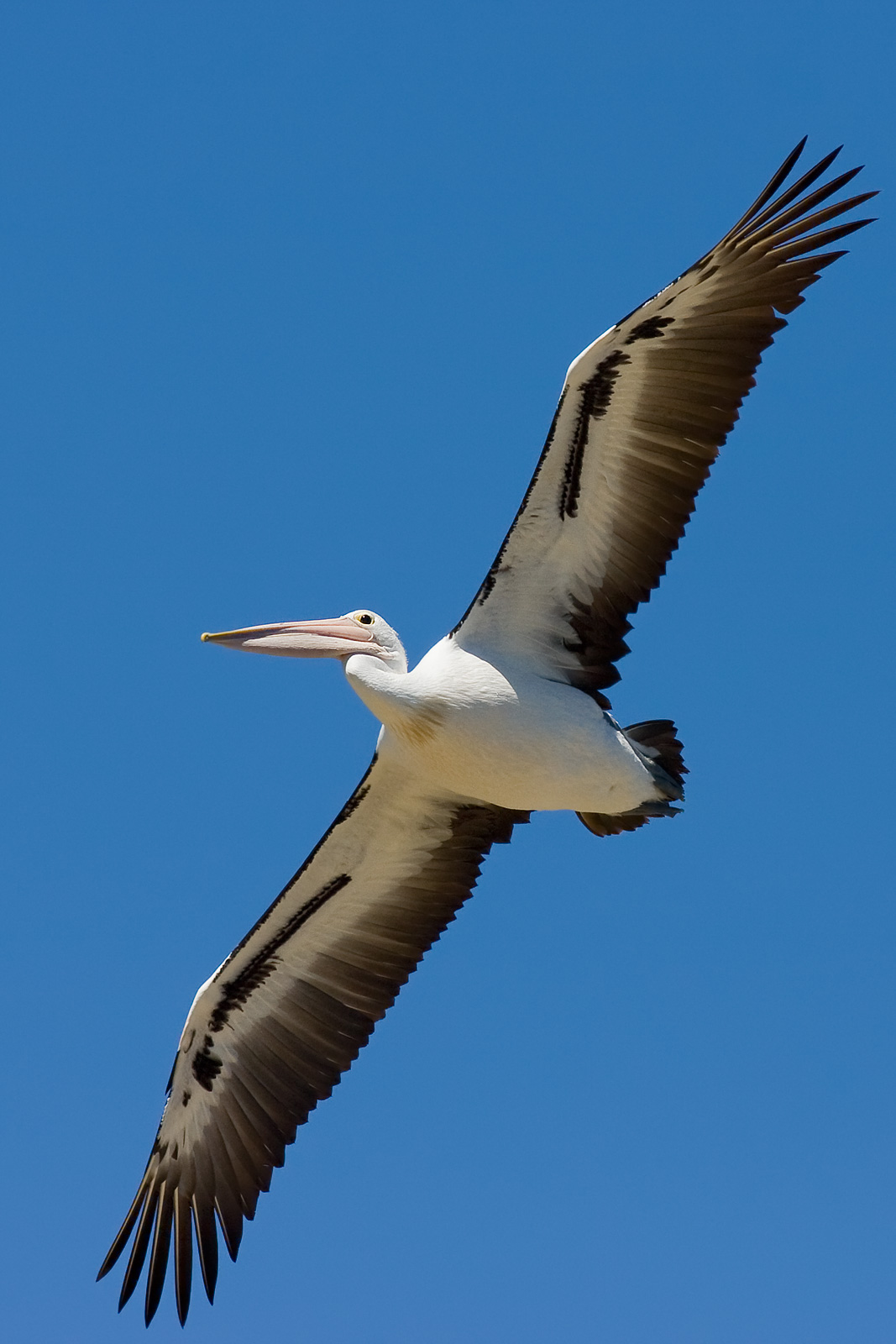
Пелікан австралійський у польоті
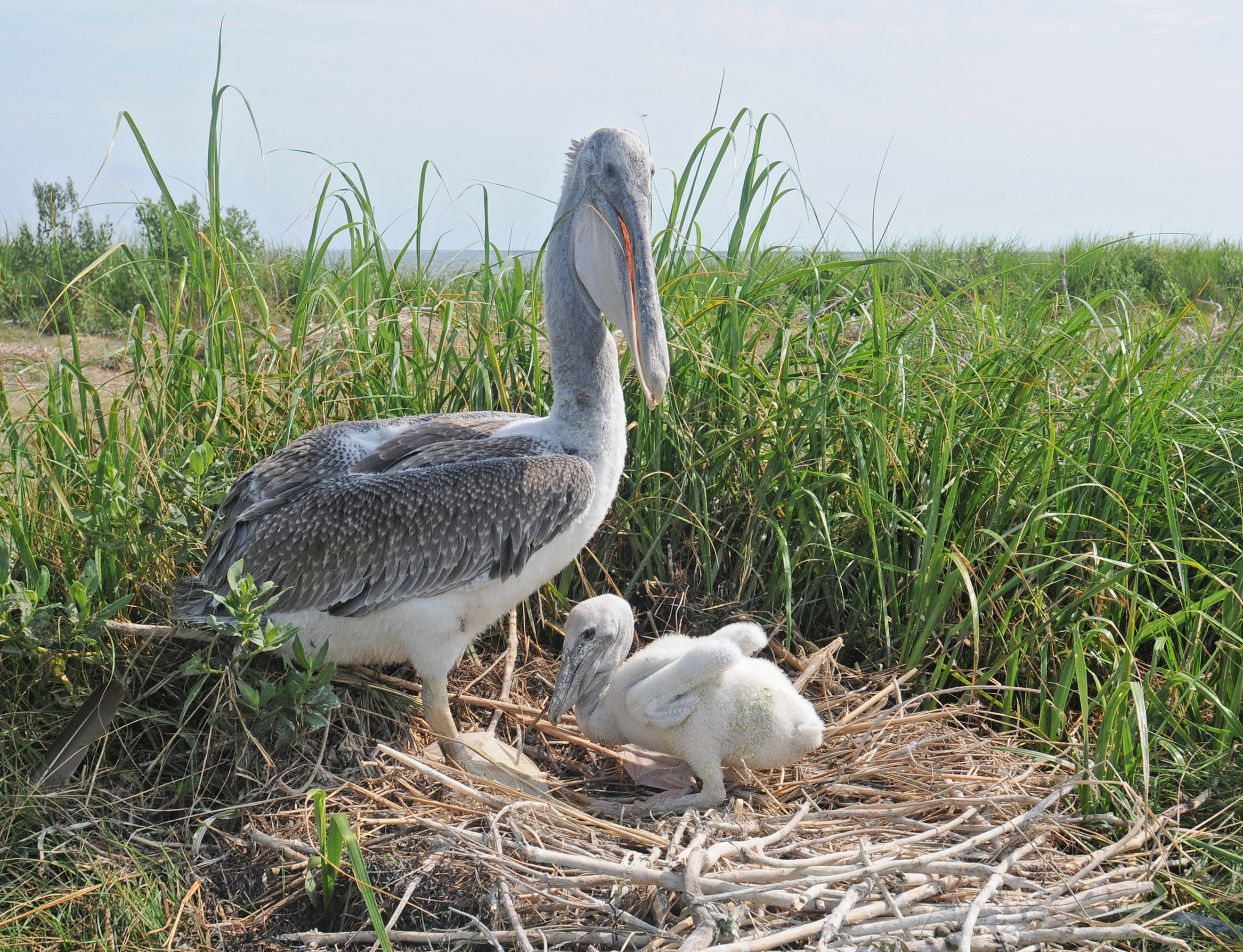
Гніздо пелікана бурого